# Renate Holm
Renate Holm (ur. 10 sierpnia 1931 w Berlinie, zm. 21 kwietnia 2022 w Wiedniu) – austriacka śpiewaczka operowa, sopran.

## Życiorys
Początkowo pracowała jako asystentka dentysty, jednocześnie pobierała lekcje śpiewu u Marii Ivogün. W 1952 roku zdobyła I nagrodę w konkursie wokalnym zorganizowanym przez rozgłośnię RIAS. Na początku kariery występowała jako piosenkarka popularna, grała także w filmach muzycznych. Od 1957 roku występowała w operetkach w wiedeńskim Theater an der Wien, w 1958 roku występem w Ein Walzertraum Oscara Strausa zaczęła współpracę z Volksoper. Tam także w roli Małgosi w Der Wildschütz Alberta Lortzinga zadebiutowała jako śpiewaczka operowa. W 1961 roku dołączyła do zespołu Opery Wiedeńskiej. W tym samym roku w roli Blondy w Uprowadzeniu z seraju W.A. Mozarta wystąpiła na festiwalu w Salzburgu. Gościnnie śpiewała m.in. w Covent Garden Theatre w Londynie, Teatrze Bolszoj w Moskwie i Teatro Colón w Buenos Aires. Zdobyła sobie popularność w rolach subretkowych, z czasem zaczęła także śpiewać partie koloraturowe i liryczne.
Opublikowała swoje wspomnienia pt. Ein Leben nach Spielplan: Stationen einer ungewöhnlichen Karriere (Berlin 1991).